# 吉崎良造
吉崎 良造（よしざき りょうぞう、1886年 -1949年）は、日本の実業家。ダットサンの販売店となるダットサン自動車商会の創業者。
梁瀬長太郎が設立した梁瀬商会（現・ヤナセ）に入社し、同社に在籍していた1919年に他の11人の社員とともにアメリカ合衆国に留学した。
帰国後、輸入自動車の販売を担当した後退社し、小型電気自動車の製作とそれを用いたタクシー事業の計画を進めていたが、1923年の関東大震災により頓挫する。
東京瓦斯電気工業に入社し、国産小型軍用トラックTGEの販売を担当した。
1930年、論文「産業保護自動車論」「小型自動車の研究」を発表した。1932年にダットサン自動車商会を設立、大阪のダット自動車製造から工場量産試作車の全国一手販売委託権を獲得した。当時の日本の自動車製造では、ボディとシャーシは別の製造者が制作しており、ダット自動車が製造した駆動部や車台に、東京のダットサン自動車商会で製造した車体を載せて販売した。
ダットサンのエンブレムは、吉崎とともにアメリカに留学した田中常太郎と2人で考案したとされる。
1936年に中外精工を設立、同社はサンウエーブ工業の前身である。